# Бурківський Олександр Оттович
Олександр Оттович Бурківський (*19 лютого 1874, Рівне (?), Волинь — † 31 серпня 1921, Пикуличі, Польща) — український військовик, генерал-хорунжий Армії УНР.

## Життєпис
Народився в Рівному, походив із дворян Гродненської губернії, за віросповіданням лютеранин. Закінчив Білостоцьке реальне училище. У 1892 р. вступив на службу однорічником 2-го розряду до 165-го піхотного резервного Ковельського полку. Закінчив Чугуївське піхотне юнкерське училище за 2-м розрядом (1894, ін. джерела — 1896). Офіцер 165-го піхотного Луцького у Києві і 74-го Ставропольського в Умані полків.

### У складіРосійської імператорської армії
Учасник Російсько-японської війни.
- З 19 жовтня 1904 р. — командував ротою 22-го Східно-Сибірського стрілецького полку. За бойові заслуги у боях одержав звання штабс-капітана.
- 23 березня 1906 р. повернувся до 74-го піхотного Ставропольського полку, з яким вийшов на Першу світову війну. Був двічі поранений (28 серпня 1914 р. та 13 січня 1915 р.).
- З 02 січня 1915 р. — командир 2-го батальйону 74-го полку. 15 червня 1916 р. був підвищений до рангу полковника за хоробрість, виявлену у бою.
- З 26 березня 1917 р. — т. в. о. командира 467-го піхотного Кінбурнського полку.
- З 6 квітня 1917 р. — командир 465-го піхотного Уржумського полку.

Під час Першої світової війни дістав всі ордени до Святого Володимира IV ступеня з мечами та биндою, орден Святого Георгія IV ступеня (6 липня 1917), Георгіївську зброю (25 липня 1917), солдатську відзнаку Святого Георгія IV ступеня (за бої 23 та 30 липня 1917 р. під Станиславовом).

### В українському війську
10 січня 1918 р. залишив фронт «через хворобу», відтоді — в українській армії. Учасник боїв на більшовицькому і денікінському фронтах.
- У березні 1918 — комендант Умані, з 10 квітня 1918 — командир куреня 42-го (згодом — 32-го) пішого Сумського полку 6-го АК Армії УНР, згодом — Армії Української Держави.
- З 6 серпня 1918 — помічник командира 32-го пішого Сумського полку Армії Української Держави.

За Гетьманату — офіцер штабу корпусу.
- З 23 лютого 1919 року — завідувач зброї 1-ї (з 15.05.1919 р. — 6-ї) Запорізької дивізії Дієвої армії УНР.
- З 1 червня 1919 — помічник начальника 6-ї Запорізької дивізії.
- З 31 жовтня 1919 й до кінця листопада 1919 — начальник 4-ї піхотної Холмської (Сірожупанної) дивізії Армії УНР.
- З березня 1920 року — начальник 5-ї стрілецької бригади 2-ї Стрілецької дивізії (згодом — 8-а бригада 3-ї Залізної стрілецької дивізії) Армії УНР.
- З 5 жовтня 1920 — генерал-хорунжий, начальник 1-ї Кулеметної дивізії, помічник командувача Правої групи Армії УНР.

- З грудня 1920 у таборах інтернованих у Польщі.

Загинув 1921 року в Пикуличах в автокатастрофі під час відрядження з табору інтернованих до Ченстохова у Польщі. Похований у Варшаві на православному цвинтарі Воля.

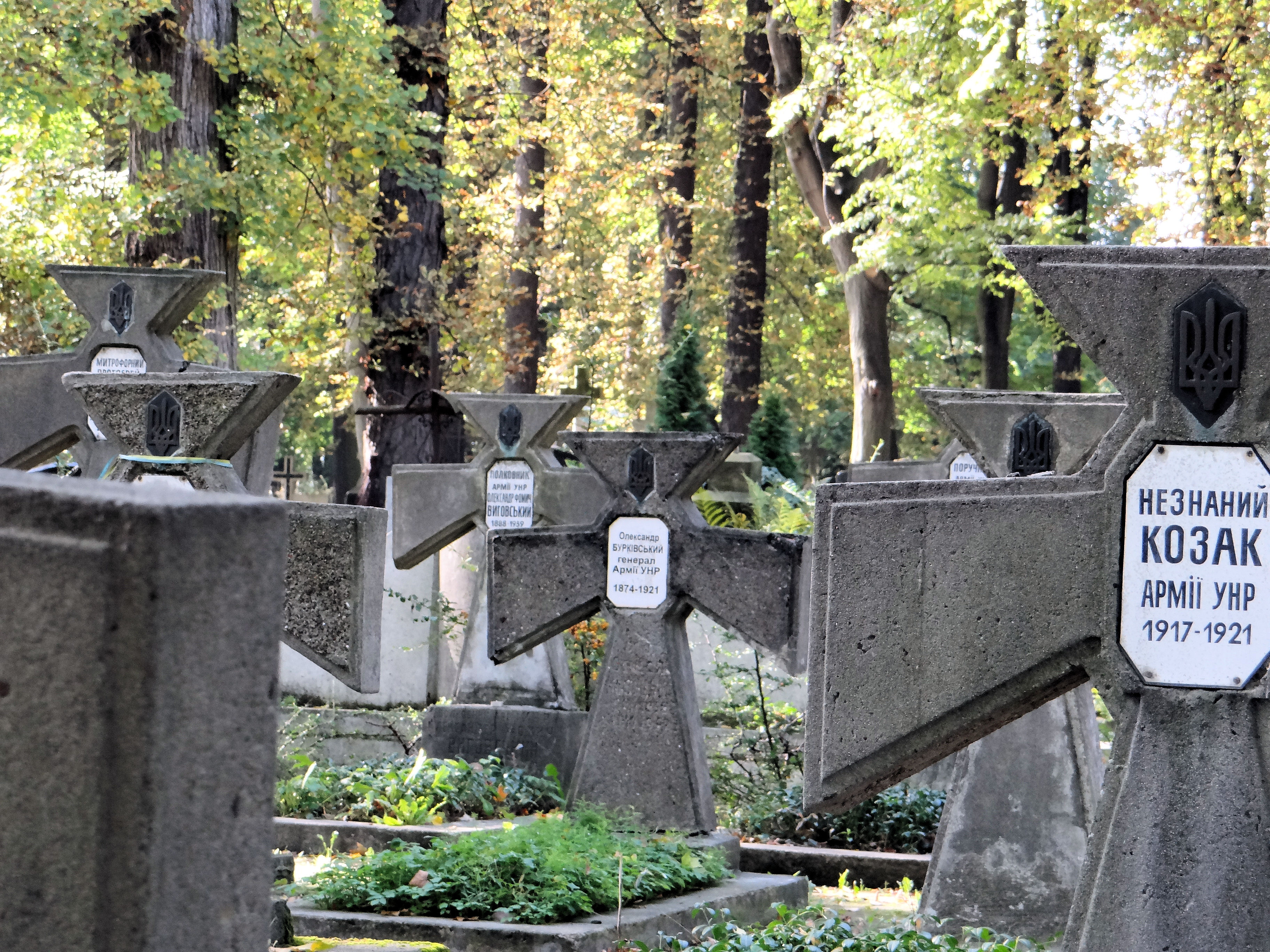
Могила Бурківського